# MILF – Ferien mit Happy End
MILF – Ferien mit Happy End (MILF) ist eine französische Filmkomödie von 2018.

## Handlung
Der Film unter der Regie von Axelle Laffont, die auch Élise spielt, erzählt von einem Trio von Mittvierzigerinnen, die im Urlaub mit jüngeren Männern ausgehen. Das Trio Sonia, Cécile und Élise sind Freunde, die an die Côte d’Azur in Südfrankreich fahren, um Cécile bei der Vorbereitung ihres Ferienhauses für den Verkauf zu helfen. Während ihres Urlaubs treffen sie drei Männer in den Zwanzigern – Julien, Paul und Markus (ein ehemaliger Familienfreund von Cécile), die in einem örtlichen Segelclub arbeiten. Die Männer interessieren sich sofort für die Frauen, die sie als „MILFs“ bezeichnen. Die sechs verbringen die Zeit miteinander im Sommerurlaub.

## Hintergrund
Der Film zeigt Laffonts Tochter Mitty Hazanavicius, die im Film ihre Tochter Nina spielt und sie für ein paar Tage besucht.

## Kritik
„Wenig zimperliche Komödie um drei aktiv ihre sexuellen Bedürfnisse auslebende Figuren, das trotz aller Vergröberungen durchaus nachdrücklich für Gleichberechtigung der Geschlechter wirbt. Gute Gags und originelle Ideen halten sich dabei allerdings in Grenzen, sodass die Banalität immer wieder die Oberhand gewinnt.“